# Moeraswevertje
Het moeraswevertje (Bathyphantes approximatus) is een spinnensoort in de taxonomische indeling van de hangmatspinnen (Linyphiidae).
Het dier komt uit het geslacht Bathyphantes. Het moeraswevertje werd in 1871 beschreven door Octavius Pickard-Cambridge.